# Dekra
Dekra (estilitzada com a DEKRA en el seu logotip) és una organització de proves i inspeccions de vehicles fundada a Berlín, Alemanya, el 1925, tot i que actualment l'empresa té la seu a Stuttgart. Dekra opera 480 sucursals a tot Alemanya i realitza inspeccions periòdiques de vehicles en 38.500 llocs d'inspecció). La Dekra Academy, que és responsable de la formació inicial i en servei, està representada en 150 ubicacions. Segons els informes de Dekra, va aconseguir unes vendes de 3.800 milions d'euros. A finals del 2022, Dekra donava feina a 48.646 persones a tota l'empresa.

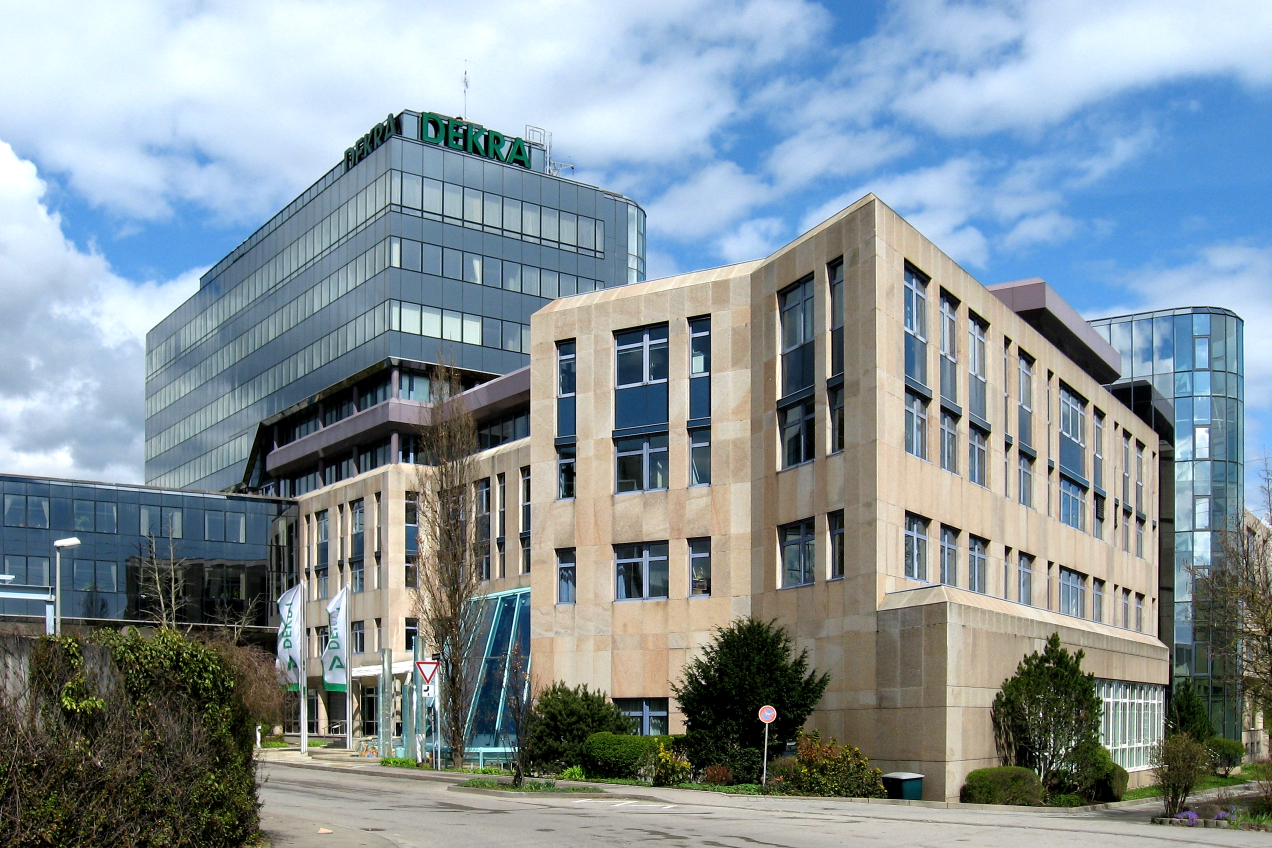
Seu central de Dekra a Stuttgart, Alemanya

L'1 de novembre de 2017, Dekra va adquirir l'EuroSpeedway Lausitz com a lloc de proves, especialment per a la conducció autònoma.

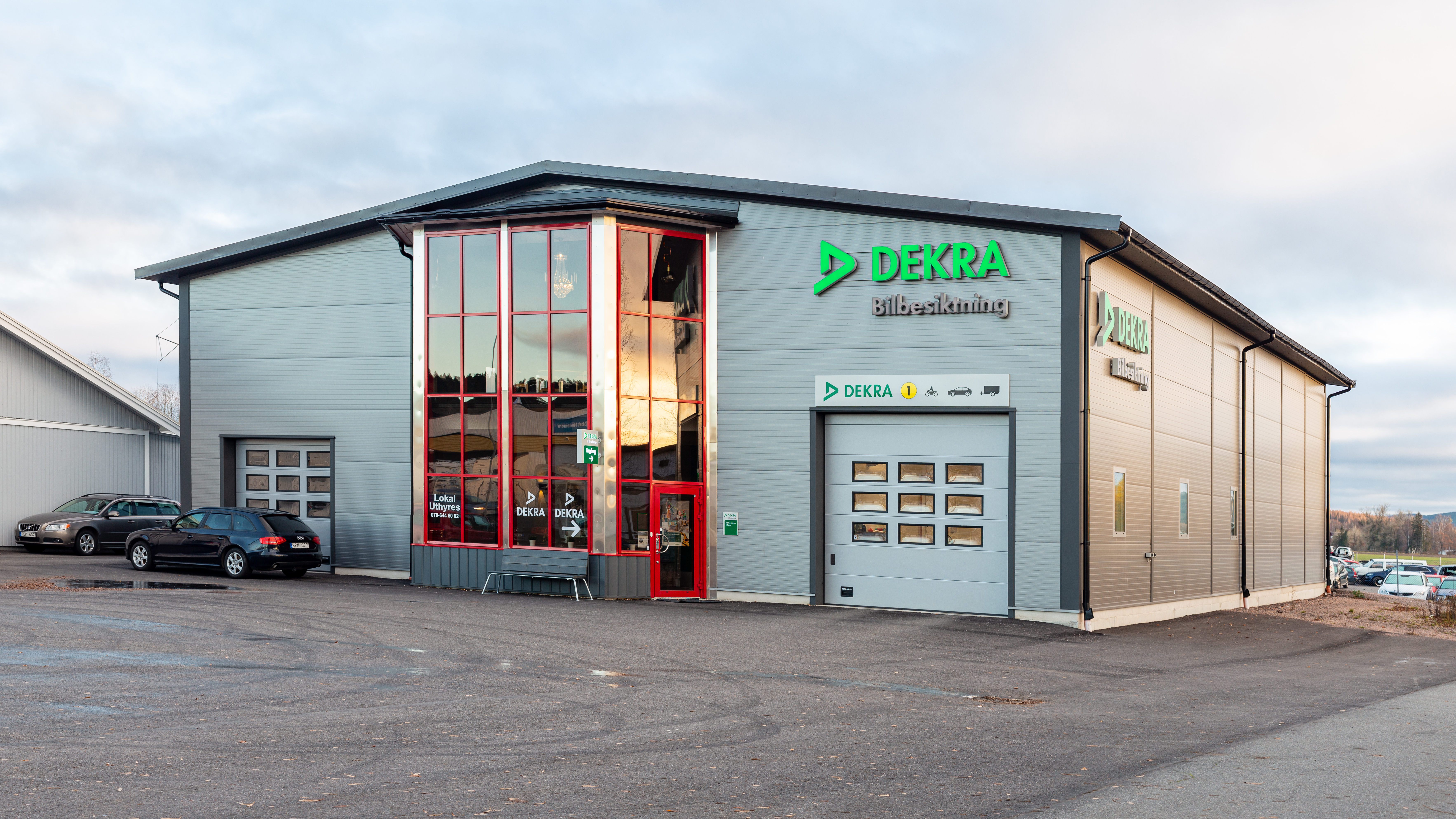
Instal·lació d'inspecció de vehicles Dekra a Hedemora, Suècia

## Història
Dekra es va fundar a Berlín l'any 1925 com a Deutscher Kraftfahrzeug-Überwachungs-Verein (Associació Alemanya d'Inspecció de Vehicles de Motor). A la Segona Guerra Mundial, la majoria dels enginyers de Dekra van ser reclutats a la Wehrmacht (Força Armada alemanya).

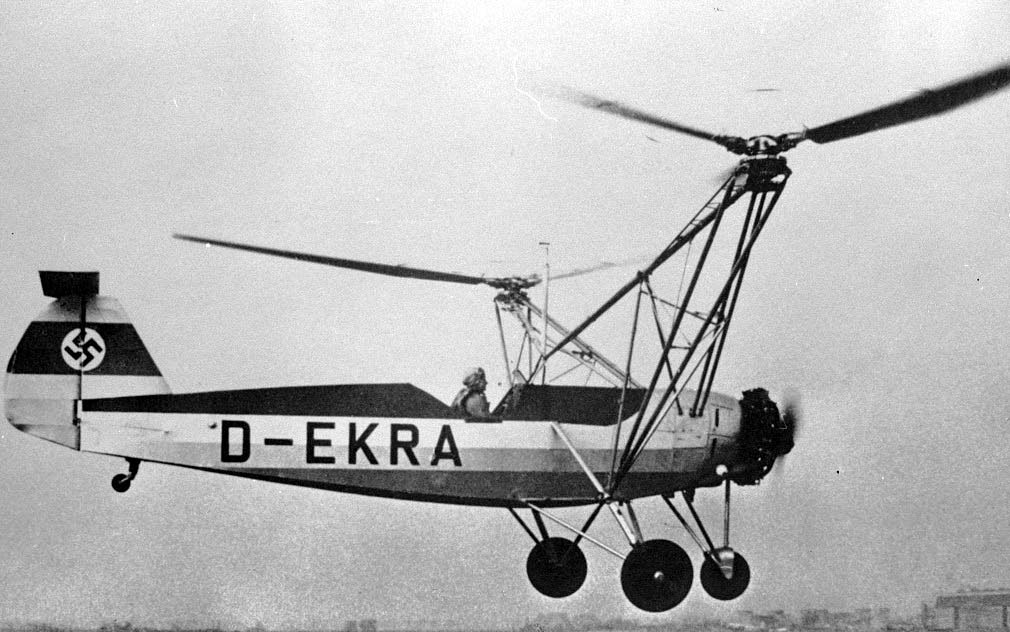
Helicòpter Dekra durant la Segona Guerra Mundial

Després de la Segona Guerra Mundial, els antics enginyers de Dekra van reprendre la feina de l'empresa el 1946, i Stuttgart es va convertir en la nova ubicació de la seu central. La introducció de la inspecció principal de vehicles el 1951.
El 1961, Dekra va ser reconeguda com a associació oficial d'inspecció. El primer centre de formació Dekra es va obrir a Wart (Regió de Karlsruhe) el 1974. DEKRA AG es va fundar el 1990 i va assumir la tasca de l'associació. DEKRA ETS es va fundar el 1991 i va assumir tasques de seguretat tècnica, proves de materials i construcció. DEKRA Umwelt es va fundar el 1993 en col·laboració amb la companyia de reassegurances Kölnische Rückversicherung. Van seguir més associacions a l'Europa de l'Est a partir del 1993. El 13 de juliol de 2010, DEKRA AG va passar a anomenar-se DEKRA SE (Societas Europaea), convertint-se en una empresa europea.

## Patrocinador
Dekra ha estat soci tècnic i patrocinador del Campionat Deutsche Tourenwagen Meisterschaft del 1989 al 1995, i de nou des del seu renaixement com a Deutsche Tourenwagen Masters l'any 2000. Des del 2022, Dekra també ha estat soci oficial de la Lliga Alemanya de Voleibol Femení. El 1993, Dekra va patrocinar el pilot de Fórmula 1 Michael Schumacher. Dekra va ser el patrocinador oficial dels àrbitres de futbol de la DFB (Associació Alemanya de Futbol) del 2003 al 2021.